# Ischaemum
Ischaemum es un género de plantas herbáceas de la familia de las poáceas. Es originario de las regiones tropicales y subtropicales del mundo.

## Taxonomía
El género fue descrito por Carlos Linneo y publicado en Journal of Botany, British and Foreign 66: 141. 1928.
Etimología
El nombre del género deriva del griego ischaimon (astringente), nombre dado originalmente a Digitaria sanguinalis por sus supuestas cualidades astringentes. 
Citología
El número cromosómico básico del género es x = 9 o 10, con números cromosómicos somáticos 2n = 18, 20, 40, 54, 56, y 68 , ya que hay especies diploides y una serie poliploide.

## Especies
Relación de especies
1. Ischaemum afrum
2. Ischaemum agastyamalayanum
3. Ischaemum albovillosum
4. Ischaemum amethystinum
5. Ischaemum anthephoroides
6. Ischaemum apricum
7. Ischaemum arenosum
8. Ischaemum aristatum
9. Ischaemum aureum
10. Ischaemum australe
11. Ischaemum barbatum
12. Ischaemum beccarii
13. Ischaemum bolei
14. Ischaemum bombaiense
15. Ischaemum borii
16. Ischaemum burmanicum
17. Ischaemum byrone
18. Ischaemum cannanorense
19. Ischaemum celebicum
20. Ischaemum ciliare
21. Ischaemum commutatum
22. Ischaemum copeanum
23. Ischaemum dalzellii
24. Ischaemum decumbens
25. Ischaemum digitatum
26. Ischaemum diplopogon
27. Ischaemum eberhardtii
28. Ischaemum elimalayanum
29. Ischaemum fieldingianum
30. Ischaemum flumineum
31. Ischaemum fluviatile
32. Ischaemum fragile
33. Ischaemum glaucescens
34. Ischaemum guianense
35. Ischaemum hansenii
36. Ischaemum heterotrichum
37. Ischaemum hubbardii
38. Ischaemum huegelii
39. Ischaemum impressum
40. Ischaemum jayachandranii
41. Ischaemum kingii
42. Ischaemum koenigii
43. Ischaemum koleostachys
44. Ischaemum kumarakodiense
45. Ischaemum lanatum
46. Ischaemum latifolium
47. Ischaemum lisboae
48. Ischaemum longisetum
49. Ischaemum magnum
50. Ischaemum malabaricum
51. Ischaemum merrillii
52. Ischaemum minus
53. Ischaemum molle
54. Ischaemum murinum
55. Ischaemum muticum
56. Ischaemum nairii
57. Ischaemum nativitatis
58. Ischaemum pappinisseriense
59. Ischaemum philippinense
60. Ischaemum polystachyum
61. Ischaemum pubescens
62. Ischaemum pushpangadanii
63. Ischaemum quilonense
64. Ischaemum rangacharianum
65. Ischaemum raui
66. Ischaemum ritchiei
67. Ischaemum roseotomentosum
68. Ischaemum rugosum
69. Ischaemum santapaui
70. Ischaemum semisagittatum
71. Ischaemum setaceum
72. Ischaemum tenuifolium
73. Ischaemum thomsonianum
74. Ischaemum timorense
75. Ischaemum travancorense
76. Ischaemum triticeum
77. Ischaemum tropicum
78. Ischaemum tumidum
79. Ischaemum veldkampii
80. Ischaemum wayanadense
81. Ischaemum yadavii[7]